# Democracia e Liberdade (Catalunha)
Democracia e Liberdade (em catalão: Democràcia i Llibertat, DiL) foi uma coligação eleitoral da Catalunha, formada para concorrer às Eleições gerais na Espanha em 2015. 
A coligação anunciou o seu nome a 6 de Novembro de 2015, e, nela concorreram Convergência Democrática da Catalunha, Democratas da Catalunha e Reagrupament e, o número um da lista será Francesc Homs, ministro no Governo Regional da Catalunha.
Tanto Francesc Homs como grande parte desta coligação fazem agora parte do Partido Democrático Europeu Catalão, herdeiro da Convergência Democrática da Catalunha. 

## Resultados eleitorais

### Eleições legislativas da Espanha

#### Resultado apenas referentes à Catalunha
| Data | Votos   | %         | Deputados | Status |
| ---- | ------- | --------- | --------- | ------ |
| 2015 | 565 501 | 15,1 (#4) | 8 / 47    |        |